# Septimiu Câmpeanu
Septimiu Câmpeanu, meglio noto come Tim Kamp (Cluj Napoca, 12 luglio 1957), è un allenatore di calcio ed ex calciatore rumeno, di ruolo attaccante.

## Palmarès

### Giocatore

#### Competizioni nazionali
- Seconda divisione rumena: 2

U Cluj: 1978-1979, 1984-1985

### Individuale
- Capocannoniere del campionato rumeno: 1

1979-1980 (24 reti)